# Naksalici

Flaga używana przez naksalitów

Naksalici (bengali নকশাল আন্দোলন, hindi नक्षलवाद, ang. Naxalite) – zbiorcze określenie na szereg maoistowskich grup zbrojnych w Indiach. Do ich ambicji należy wprowadzenie przemian własnościowych na wiejskich obszarach kraju, część z grup naksalickich ma również charakter separatystyczny.

## Nazwa
Określenie naksalici pochodzi od nazwy miejscowości Naksalbari, gdzie w 1967 roku wybuchło powstanie chłopskie. Naksalici są też niekiedy określani jako maoiści bengalscy, niemniej jednak swoją działalnością wykraczają poza tereny Bengalu.

## Historia
Naksalici są ruchem maoistowskim. Maoizm odłączył się od głównego nurtu ruchu komunistycznego Indii w połowie lat 60. Na czele maoistów stanął bengalski nauczyciel Charu Mazumdar. Zgodnie z rewolucyjną ideologią maoizmu, zwolennicy Mazumdara uznali, że czas rewolucji komunistycznej w Indiach już nadszedł. Powstanie rozpoczęło się w 1967 roku, a miejscem wybuchu rewolucji była niewielka wioska Naksalbari. Rebeliantom udało się zmobilizować mieszkańców z kilku okolicznych wiosek. Wieśniacy wybili miejscowe elity, a następnie przejęli władzę, tworząc komitety ludowe. 
Z Naksalbari powstanie rozprzestrzeniło się na cały Bengal. W pierwszych latach rebeliantom udało się odnieść kilka znaczących sukcesów. W następstwie za naksalitami poszli więc maoiści, a także przedstawiciele niemaoistowskiego komunizmu z innych obszarów kraju. Antyrządowe rozruchy wybuchały w Indiach z różną częstotliwością i efektami, zawsze miały jednak charakter lokalny. W 1970 roku naksalici powołali ugrupowanie o nazwie Komunistyczna Partia Indii (Marksistowsko-Leninowska) na czele z Charu Muzumdarem jako sekretarzem generalnym. W tym samym roku wybuchły zamieszki maoistów w Kalkucie. Chaos opanował miasto na kilka miesięcy, rozruchy zostały jednak opanowane przez policje, a kalkuccy maoiści zdziesiątkowani. Od tego czasu naksalici zmienili taktykę, zamiast prowadzenia otwartej walki, postawili na konflikt partyzancki. Po klęsce powstania kalkuckiego Charu Mazumdar został poddany krytyce zarówno przez naksalitów, jak i rząd chiński, który uznał go za awanturnika. W konsekwencji Mazumdar został zdegradowany ze stanowiska sekretarza generalnego, a następnie usunięty z partii. Po pozbawieniu wpływów w ruchu maoistowskim został aresztowany przez policję i osadzony w areszcie, w którym zginął w 1972 roku. Naksalici oskarżyli rząd o zabójstwo ekslidera.
Po śmierci Muzumdara ruch naksalitów uległ podziałom, powstały nowe organizacje maoistów, wśród których znalazły się ugrupowania takie jak Centralny Zespół Komunistycznej Partii Indii (Marksistowsko-Leninowskiej), Zjednoczona Organizacja KPI (M-L), Maoistowskie Centrum Komunistyczne, Zjednoczony Komitet Komunistycznych Rewolucjonistów Indii (M-L) czy Organizacyjny Komitet Komunistycznych Rewolucjonistów. 

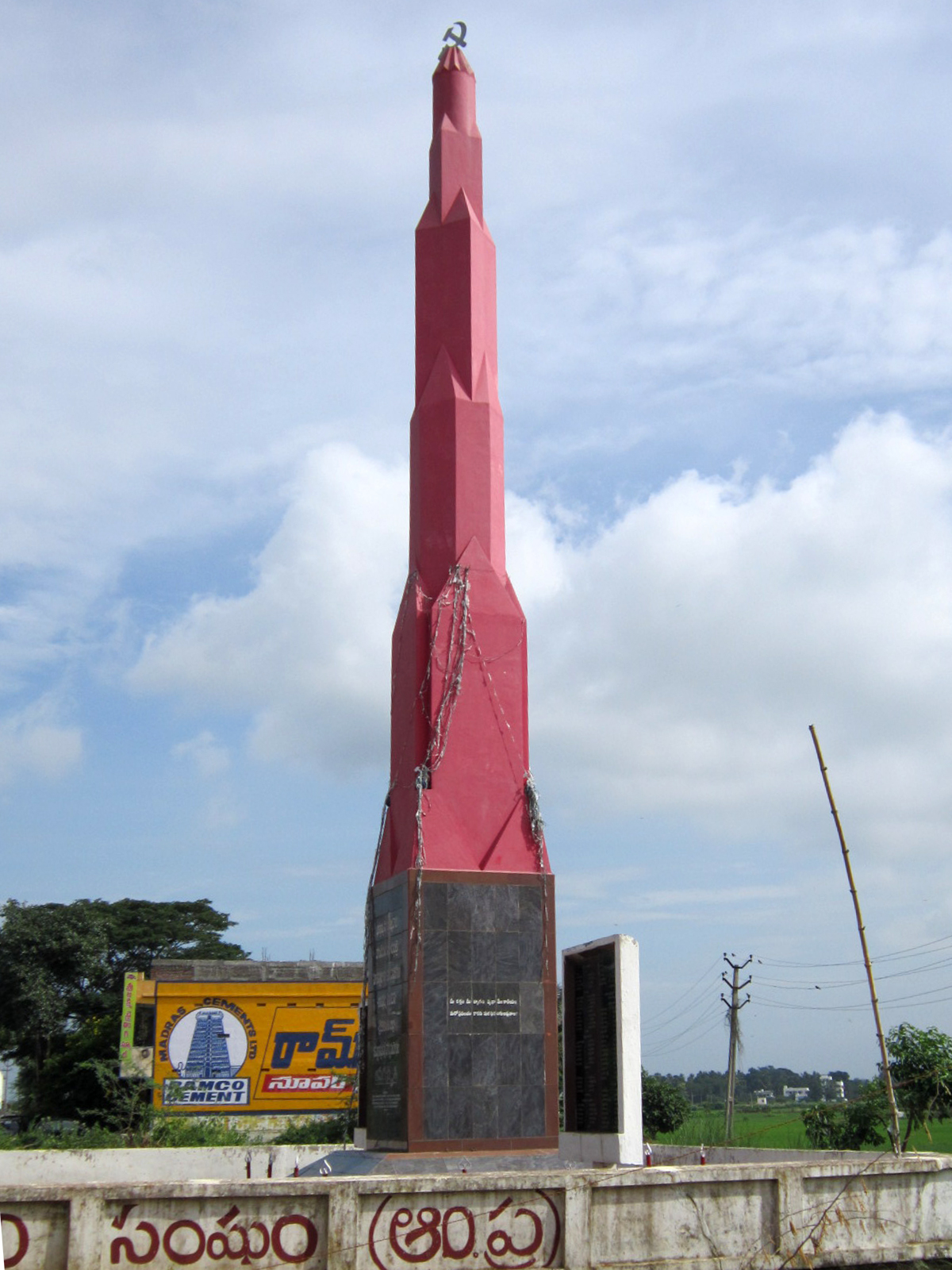
Monument z sierpem i młotem postawiony przez naksalitów na indyjskiej prowincji

Ruch rebeliancki odżył po 1980 roku. W 2010 roku istniało 17 różnych organizacji zbrojnych naksalitów. W wyniku działalności naksalitów rocznie ginie około 500-600 osób.

## Metody
Naksalici za podstawową metodę działalności uważają walkę zbrojną. Ich oddziały partyzanckie atakują przedstawicieli administracji, policjantów i żołnierzy. W atakach naksalici nierzadko stosują metody uznawane za terrorystyczne. Rebelianci uważają, że użycie przemocy za moralnie usprawiedliwione. Ich zdaniem agresja służy obronie interesów ubogich wieśniaków i bezrolnych chłopów.
Indyjscy maoiści posiadają swoje reprezentacje partyjne. Pierwszą partią polityczną naksalitów była Komunistyczna Partia Indii (Marksistowsko-Leninowska) powstała w 1970 roku. Innymi większymi organizacjami było Komunistyczne Centrum Maoistowskie (MCC – Maoist Communist Centre) i Ludowa Grupa Wojenna (PWG – People’s War Group). W 2004 roku doszło, do połączenia KPI (M-L) z MCC. Powstało wtedy ugrupowanie o nazwie Komunistyczna Partia Indii (Maoistowska). PWG zostało niemal całkowicie rozbite przez siły rządowe. 
KPI (Maoistowska) cieszy się dużym poparciem, o czym świadczyć może wiec partii w Warangalu w 2004 roku, na którym zebrało się przeszło milion zwolenników. Działalność partii jest w Indiach nielegalna. Delegalizacja KPI (Maoistowskiej) miejsce miała w 2009 roku. Obecnie jest uznawana przez indyjski rząd za organizację terrorystyczną. Wraz z KPI (Maoistowską) na liście grup terrorystycznych znajdują się 34 organizacje oskarżane o związki z naksalitami.

## Obszar działalności
Ugrupowania naksalitów działają na obszarze wschodnich i środkowych Indii. Rebelianci obecni są w 182 dystryktach kraju. Ich działalność dotyczy głównie stanów Ćhattisgarh, Jharkhand, Orisa, Bihar, Madhya Pradesh, Maharasztra i Bengal Zachodni. W niektórych regionach partyzantom prawie udało się zastąpić lokalną administrację.

## Liczebność
Według szacunków z 2010 roku rebelianci dysponują około 40 tysiącami bojowników wspieranymi przez 100 tysięcy milicjantów.

## Wsparcie i powiązania zagraniczne
Jeszcze w czasach zimnej wojny maoistowskie poglądy naksalitów zapewniły im wsparcie ze strony Chińskiej Republiki Ludowej (pomoc szła również dla zbuntowanych plemion górskich z pograniczna indyjsko-birmańskiego). Zdaniem indyjskiego rządu chińska pomoc dla naksalitów trwa do dzisiaj. W 2011 roku Indie oskarżyły ChRL o udzielanie schronienia przywódcom rebelii. Kolejnym mocarstwem mającym udzielać rebelii wsparcia jest Pakistan. W 2011 roku rząd w Nowym Delhi oskarżył Pakistańczyków o finansowanie działalności indyjskich maoistów. 
Media informują o powiązaniach naksalitów z filipińską Nową Armią Ludową. Według doniesień medialnych niektórzy członkowie partyzantki naksalitów mieli przejść szkolenia w obozach maoistowskiej partyzantki na Filipinach. W przeszłości naksalici mogli utrzymywać kontakty z pokrewną ideowo Komunistyczną Partią Nepalu (maoistowską).

## Ideologia

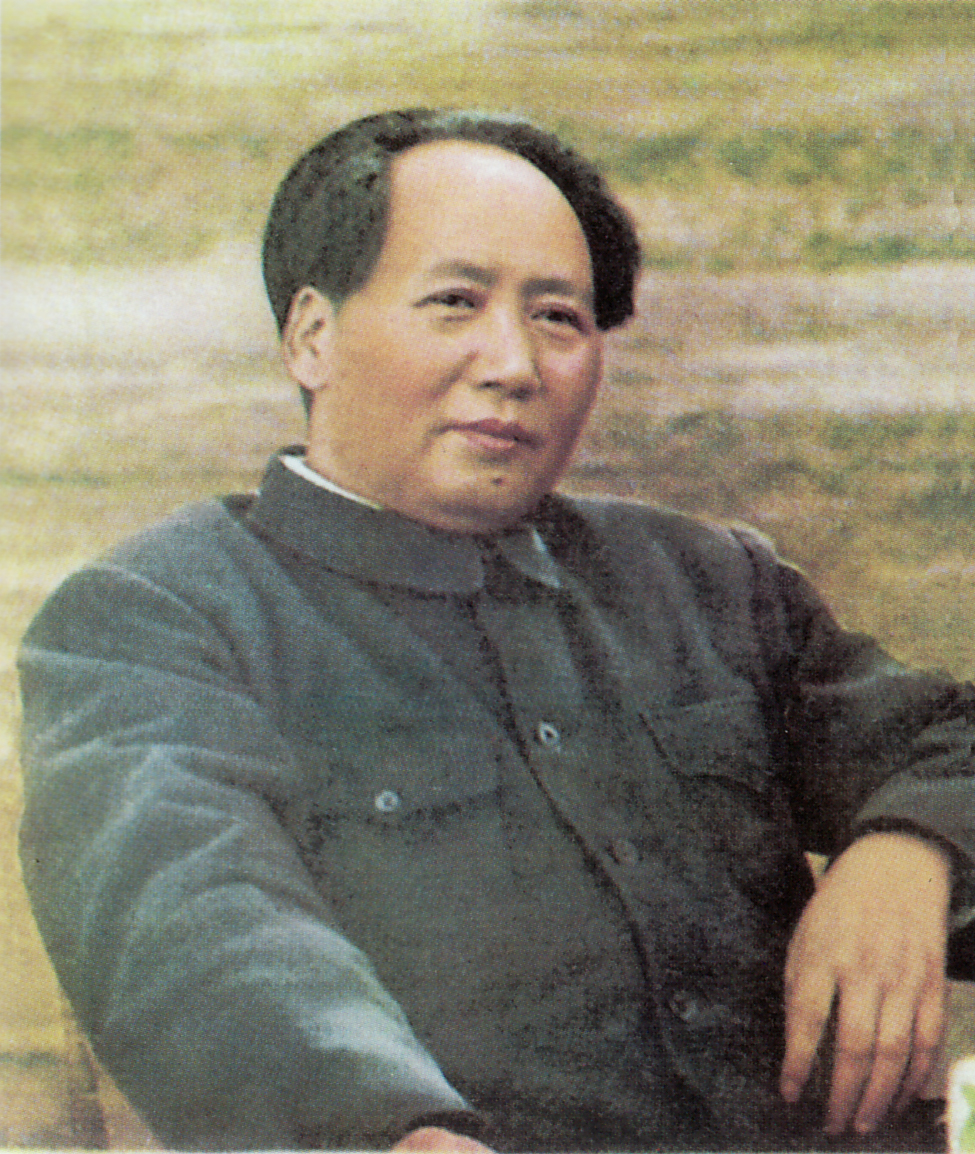
Mao Zedong uznawany jest przez naksalitów za ideowego mentora

Naksalici wyznają specyficzną formę maoizmu. Ideologia naksalitów niewiele ma wspólnego z pierwotną ideologią marksizmu. Komunizm naksalitów jest mglistą ideą sprawiedliwości społecznej i równego podziału dóbr. Naksalici odeszli także od charakterystycznego dla komunistów ateizmu, głosząc zamiast tego potrzebę zrównania praw wyznawców wszystkich religii. Często zwracają się do ubogich rolników i przedstawicieli ludności autochtonicznej zamieszkującej środkowe i wschodnie Indie. Rywalizują z legalnymi ugrupowaniami komunistycznymi i wszelką lewicą niemaoistowską, która zresztą odcina się od naksalitów. Obecny ustrój Indii określany jest przez nich jako na wpół feudalny „faszyzm indyjski”.
W przypadku części grup naksalitów istotną rolę ideologiczną odgrywa element separatystyczny.